# Paracyprideis fennica
Paracyprideis fennica is een mosselkreeftjessoort uit de familie van de Cytherideidae. De wetenschappelijke naam van de soort is voor het eerst geldig gepubliceerd in 1909 door Hirschmann.